# Stenasodelphis
Stenasodelphis — вимерлий рід дельфіновидих ссавців з родини понтопорієвих (Pontoporiidae) епохи середнього і пізнього міоцену. Його назва приблизно перекладається як «вузьконосий дельфін». Наразі рід монотипний, містить тільки вид S. russellae. Видовим епітетом вшановано місіс Джин Хоппер (уроджена Рассел), яка виявила голотип. Він був знайдений у матеріалі, отриманому з зони 22–23 формації Сент-Мері, яка датується раннім тортоном.